# Christopher S. Bond Bridge (Kansas City, Missouri)
Die Christopher S. Bond Bridge  ist eine Straßenbrücke über den Missouri River zwischen North Kansas City und Kansas City, Missouri. Sie führt sieben Fahrstreifen der Interstate 29, 35 und des U.S. Highway 71. Die Schrägseilbrücke wurde 2008–2010 als Ersatz für die Paseo Bridge aus dem Jahr 1954 errichtet und ist mit einem täglichen Verkehrsaufkommen von über 100.000 Fahrzeugen eine der am höchsten frequentierten Straßenbrücken in der Metropolregion Kansas City. Betreiber ist das Missouri Department of Transportation; benannt ist sie nach dem ehemaligen Gouverneur von Missouri Christopher Samuel Bond.

## Geschichte

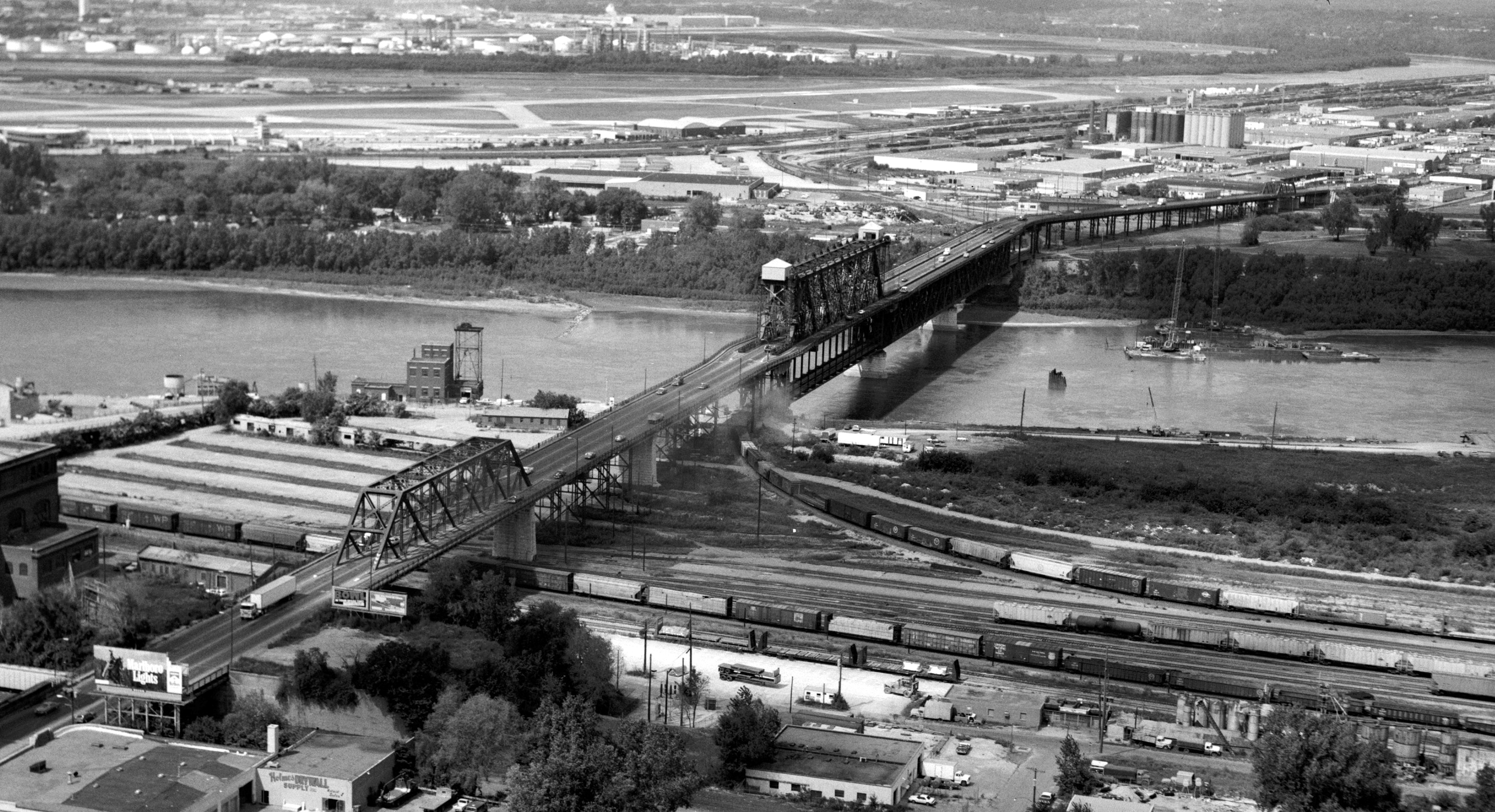
Die ASB Bridge (1911) war bis 1987 eine kombinierte Eisenbahn- und Straßenbrücke über den Missouri und die erste Straßenverbindung nach North Kansas City (Blick nach NW, oben der KC Municipal Airport)

Die Entwicklung der Gegend nördlich von Kansas City in Missouri, auf der gegenüberliegenden Seite des Missouri River, begann Ende des 19. Jahrhunderts mit der Gründung von North Kansas City und ersten Plänen für eine Straßenbrücke über den Fluss. In Kansas City entstand zwar mit der Hannibal Bridge schon 1869 die erste jemals gebaute Eisenbahnbrücke über den Missouri, aber erst mit der Eröffnung der ASB Bridge 1911 gab es eine Straßenverbindung über den Fluss. Die ASB Bridge wurde als Doppelstockbrücke für den Eisenbahn- und Straßenverkehr errichtet und führte auf ihrer oberen Ebene bis 1987 die Missouri Route 9. Eine weitere Doppelstockbrücke in ähnlicher Konfiguration entstand zudem 1917 mit dem Nachfolgerbauwerk der Hannibal Bridge. Diese führte bis 1956 auf ihrer oberen Ebene den heutigen U.S. Highway 169, beide Brücken werden weiterhin für den Schienengüterverkehr von der BNSF Railway betrieben.
In den 1950er Jahren entstanden weitere Straßenbrücken über den Missouri in Kansas City, darunter die Paseo Bridge, die seit 1954 vier Fahrstreifen des U.S. Highway 69 und 71 über den Fluss leitete. Mit dem Ausbau der Interstate Highways verliefen auch die Interstate 29 und 35 über die Brücke und die damit verbundene Zunahme des täglichen Verkehrsaufkommens von anfänglich 6.800 Fahrzeugen auf über 90.000 zu Beginn des 21. Jahrhunderts machte die Paseo Bridge zunehmend zu einem Engpass. Zwischenzeitliche Schließungen der Brücke wegen nötiger Reparaturarbeiten in den Jahren 2003 und 2005 verdeutlichten das Problem nochmals und Prognosen sahen eine weitere Steigerung des Verkehrsaufkommens auf 110.000 Fahrzeuge täglich bis zum Jahr 2030 voraus; ein Ausbau der alten Hängebrücke war nur eingeschränkt möglich.
| Missouri-Brücke               | Verkehrsweg     | Verkehrsweg     | Verkehrsweg   | Verkehrsweg   | Verkehrsweg   |
| ----------------------------- | --------------- | --------------- | ------------- | ------------- | ------------- |
| Missouri-Brücke               | Eisenbahnbrücke | Eisenbahnbrücke | Straßenbrücke | Straßenbrücke | Straßenbrücke |
| Missouri-Brücke               | Eröffnung       | Schließung      | Eröffnung     | Schließung    | ADT (2016)    |
| I-435 Bridge (West)           | –               | –               | 1987          |               | 30.300        |
| I-635 Bridge                  | –               | –               | 1968          |               | 50.500        |
| US 69 Missouri River Bridge   | –               | –               | 2016          |               | 13.000        |
| Hannibal Bridge (1869)        | 1869            | 1917            | –             | –             | –             |
| Hannibal Bridge (1917) (BNSF) | 1917            |                 | 1917          | 1956          | –             |
| Buck O’Neil Bridge            | –               | –               | 1956          |               | 34.600        |
| ASB Bridge (BNSF)             | 1911            |                 | 1911          | 1987          | –             |
| Heart of America Bridge       | –               | –               | 1987          |               | 26.000        |
| Paseo Bridge                  | –               | –               | 1954          | 2010          | –             |
| Christopher S. Bond Bridge    | –               | –               | 2010          |               | 103.500       |
| Chouteau Bridge               | 1887            | 1951            | 1951          | 2001          | –             |
| Chouteau Trafficway Bridge    | –               | –               | 2001          |               | 20.300        |
| I-435 Bridge (Ost)            | –               | –               | 1973          |               | 85.000        |
| Harry S. Truman Bridge (UP)   | 1945            |                 | –             | –             | –             |

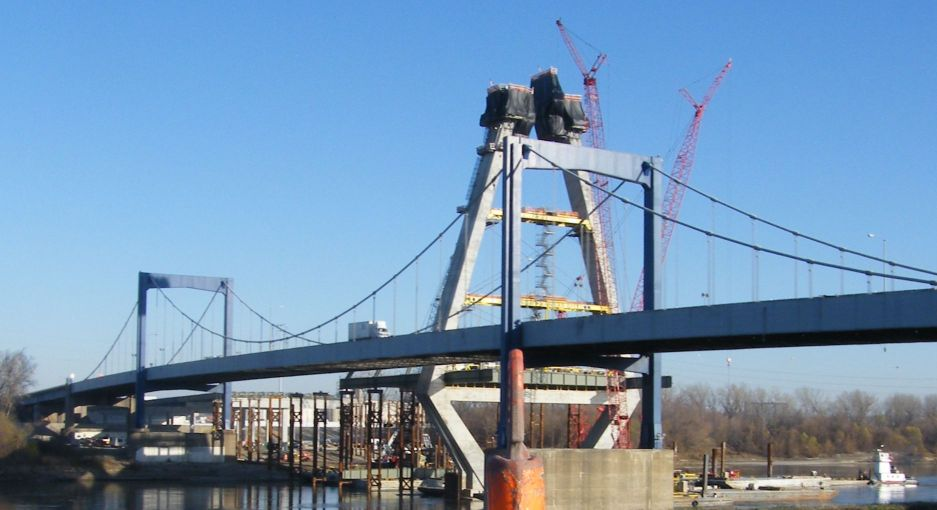
Errichtung des A-Pylon der neuen Brücke 2009; flussabwärts direkt neben der alten Paseo Bridge aus den 1950er Jahren

Das Missouri Department of Transportation entschied sich schließlich für die Errichtung einer neuen Straßenbrücke mit sieben Fahrstreifen flussabwärts in unmittelbarer Nachbarschaft zur alten Brücke, einschließlich des Ausbaus der angrenzenden Zufahrten und Autobahnkreuze, wodurch eine zukünftige Verkehrslast von bis zu 130.000 Fahrzeugen zu bewältigen war. Der Zuschlag für das Infrastrukturprojekt kcICON in Höhe von 232 Mio. USD ging Ende 2007 an Paseo Corridor Constructors, ein Joint Venture bestehend aus Clarkson Construction, Massman Construction und Kiewit Construction. Die abschließende Auswahl der Designentwürfe von Touchstone Architecture wurde unter Einbeziehung der Städte und Gemeinden mittels der Community Advisory Group getroffen. Die Bauarbeiten am Pylon der zukünftigen Schrägseilbrücke begannen im Sommer 2008 und die Brücke einschließlich der Zufahrten konnte sechs Monate vor dem geplanten Projektende im November 2010 für den Verkehr freigegeben werden. Die alte Paseo Bridge wurde daraufhin geschlossen und im folgenden Jahr vollständig zurückgebaut.

## Beschreibung

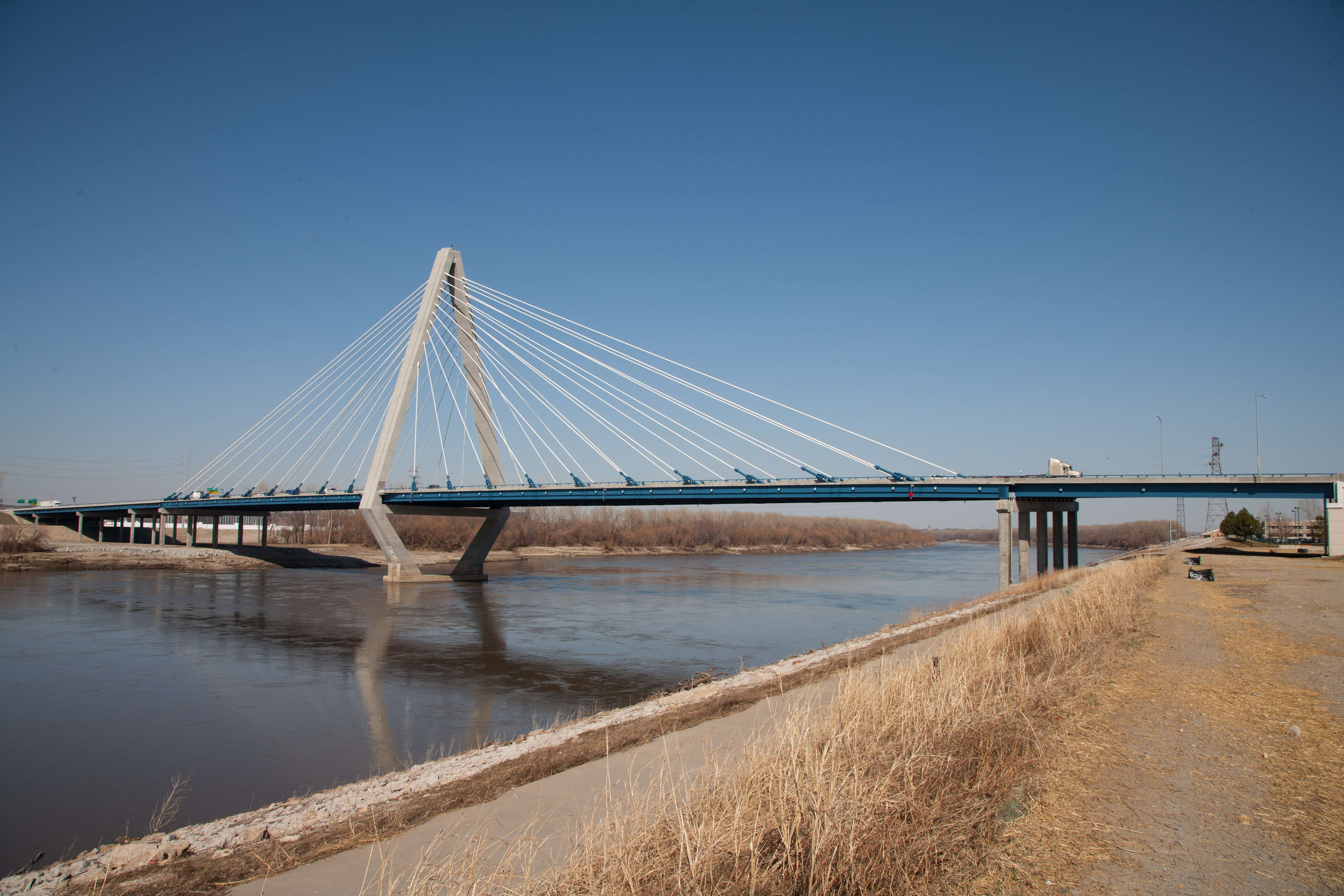
Die einhüftige Schrägseilbrücke 2012, Seilanordnung im Fächersystem

Zentrales Element der Christopher S. Bond Bridge ist eine unsymmetrische einhüftige Schrägseilbrücke, deren Fahrbahnträger an einem Pylon mit jeweils 20 Spannseilen pro Seite befestigt ist. Der 42 m breite Fahrbahnträger aus Vollwandträgern mit einer 23-cm-Stahlbeton-Fahrbahn bildet Spannweiten von 167,6 m zum Südufer (nach Kansas City) und 137,5 m zum Nordufer (nach North Kansas City). Die sieben Fahrstreifen haben eine Breite von 3,7 m, wobei vier nach Norden und drei nach Süden verlaufen; die zentrale Betonschutzwand ist dadurch um etwa einen Meter versetzt zur Mittelachse der Brücke. An die Hauptbrücke schließen sich bis zum jeweiligen Widerlager mehrere Balkenbrücken von insgesamt 217,5 m an, wodurch sich die Gesamtlänge der Brücke auf etwa 523 m summiert. Zur Pfahlgründung des 96 m hohen diamantförmigen A-Pylons aus Stahlbeton wurden acht Stahlrohre von über 3 m Durchmesser eingesetzt. Die 40 Spannseile sind im Fächersystem angeordnet und tragen den Fahrbahnträger in einer Höhe von etwa 16 m über normalem Wasserstand.